# Madosini
Latozi "Madosini" Mpahleni (Mthatha, 25 de diciembre de 1943-24 de diciembre de 2022) fue una música sudafricana, conocida por tocar instrumentos tradicionales xhosa como los arcos musicales uhadi y mhrubhe, y el isitolotolo.

## Carrera profesional
Madosini actuó bajo el nombre de Madosini y fue considerada como un "tesoro nacional" en su campo.
A lo largo de los años, había colaborado y escrito canciones con el cantante de rock británico Patrick Duff, y en 2003 realizaron una serie de exitosos conciertos juntos en todo el mundo. Ha colaborado con los músicos sudafricanos Thandiswa Mazwai, Ringo, Derek Gripper y Gilberto Gil, el famoso músico brasileño. Su última colaboración con los músicos Hilton Schilder, Jonny Blundell, Lulu Plaitjies y Pedro Espi-Sanchis ha dado como resultado la grabación de un CD de fusión africana/ jazz bajo el nombre de AmaThongo y varios conciertos por África.
Madosini y Pedro habían actuado juntos en muchos festivales de música, así como en festivales de narración de cuentos y poesía en todo el mundo, en particular el Festival Internacional de Poesía de Medellín en Colombia.
Desde 2006 actuó en muchos de los festivales WOMAD de todo el mundo y fue la primera persona registrada y documentada en el proyecto Musical Elders Archives del festival.
Continuó actuando en todo el mundo hasta su muerte. Su música llevó al público a lo más profundo de los manantiales de la música y representó algunas de las primeras raíces del jazz en África. Usó los modos Lydian y Mixolydian y también firmas de tiempo aditivas ocasionales como 9/8.
Murió el 24 de diciembre de 2022, un día antes de su cumpleaños número 79.